# Amontillado
Amontillado è una varietà di sherry proveniente dalla regione della Montilla vicino a Cordova in Spagna. È un tipo di vino liquoroso diffusosi nel XVIII secolo e particolarmente pregiato.

## Produzione
È uno sherry che viene fatto maturare, in una prima fase, in botti con il lievito flor e che, una volta fortificato, verrà posto in barili in cui maturerà senza lievito flor in modo da aumentarne l'ossidazione.

## Letteratura
È citato anche in letteratura in un racconto di Edgar Allan Poe, Il barile di Amontillado, e in uno di Karen Blixen, Il pranzo di Babette. Anche Joris Karl Huysmans lo ha citato nel suo capolavoro Controcorrente, in cui il protagonista Des Esseintes lo degusta in una vecchia cantina parigina.
Anche il celebre scrittore di gialli S. S. Van Dine, creatore dell'investigatore Philo Vance, lo cita nel suo romanzo La dea della vendetta. Più recentemente, è citato nel romanzo di Catherine Neville Il Segreto del Millennio (titolo originale: The Eight). Viene più volte nominato nel romanzo di Caleb Carr L'alienista come principale bevanda durante le numerose cene. Inoltre, è una delle bevande preferite dell'agente Pendergast, protagonista di una serie di romanzi di Douglas Preston e Lincoln Child.